# Holly SS Ranch Barn
La Holly SS Ranch Barn est une grange à Holly, dans le comté de Prowers, dans le Colorado, aux États-Unis. Construite en 1879, elle est inscrite au Registre national des lieux historiques depuis le 25 février 2004.